# Государственный архив Тверской области
Государственный архив Тверской области (ГАТО) — Государственное казенное учреждение Тверской области «Государственный архив Тверской области» является одним из наиболее крупных архивохранилищ Российской Федерации.

## История
Начало собиранию исторического архива в Тверском крае положила Тверская учёная архивная комиссия (ТУАК), которая была создана в 1884 году и являлась одной из первых в Российской империи.
Комиссия под руководством А. К. Жизневского, И. А. Иванова, И. А. Виноградова занималась хранением, описанием, публикацией исторических документов, популяризацией местной истории, просветительской деятельностью. К 1917 году губернский исторический архив насчитывал около 50 тысяч дел.
2 июля 1919 года на заседании коллегии Главархива было принято решение о создании Тверского губернского архивного фонда. Для организации его работы коллегия назначила Уполномоченного Главного управления архивным делом по Тверской губернии, который приступил к своим обязанностям 1 сентября 1919 года.

## Описание
С 1960 года ГАТО располагается в здании, специально построенном для государственного архива по инициативе М. А. Ильина.
Категории фондов:
- Коллекции рукописных, старопечатных книг и документальных материалов
- Комплекс документов по генеалогии
- Фонд Тверской ученой архивной комиссии (ТУАК)
- Документы по истории церквей и религиозных общин Тверской губернии
- Документы по истории архитектурных памятников и усадеб
- Материалы о репрессивной политике советского государства
- Материалы по истории Калининской области в период Великой Отечественной войны
- Документы по истории экономического развития Тверского края до революции
- Документы личного происхождения
- Коллекция фотодокументов

В 2017 году госархив Тверской области подписал соглашение о сотрудничестве с областной научной библиотекой им. А. М. Горького об объединении данных библиотечного фонда архива с тверской региональной электронной библиотекой (ТРЭБ). Ресурсы ТРЭБ представлены электронными каталогами «Горьковки» и других библиотек региона.

## Интернет-приёмная и электронный архив
Удаленно можно оставить обращение и проверить состояние обращения, а также справочники административно-территориального деления.

### Путеводители
- Государственный архив Тверской области. Путеводитель. Часть I / Г. В. Баруткина. — 2-е. — Тверь: Тверское областное книжно-журнальное издательство, 1998. — 400 с. — ISBN 5-85457-124-2.
- Государственный архив Тверской области. Путеводитель. Часть вторая. — Тверь, 2006.
- Личные фонды и коллекции Государственного архива Тверской области. Справочник. — Тверь, 2007.

### Описи
- Фонд 160. Тверская духовная консистория. 1722—1930 гг.
- Фонд 312. Тверская казенная палата. 1744—1918 гг.
- Фонд 1285. Бельское духовное правление. 1762—1880 гг.
- Фонд 575. Тверская духовная семинария. 1745—1918 гг.[7]

## Сканеры
До появления сканеров было отснято около 5 млн кадров микрофильмов.
Первый сканер Элар появился в 2011 году.
Начавший работать в 2019 году новый планетарный сканер пополняет электронный архив на 900 кадров в день. Пока электронные документы можно смотреть только в читальном зале архива. С приобретением необходимого программного обеспечения появится возможность смотреть документы удалённо.